# Pot of Gold (singel Akona)
Pot of Gold - jest piątym singlem senegalskiego rapera Akona pochodzącym z jego debiutu Trouble. Piosenka nie odniosła zamierzonego sukcesu na świecie. W Wielkiej Brytanii zajęła #77 miejsce, a w Niemczech #95. Singel nie został wydany w Stanach Zjednoczonych. Teledysk do utworu w reżyserii Gila Greena miał swoją premierę na YouTube 24 października 2005.

## Lista utworów
UK CD1
1. "Pot of Gold" (Radio Edit) - 3:23
2. "Belly Dancer (Bananza)" (Remix) (Feat. Kardinal Offishall) - 3:27

UK CD2
1. "Pot of Gold" (Radio Edit) - 3:23
2. "Lonely" (AOL Sessions Live) - 3:41
3. "Locked Up" (AOL Sessions Live) - 2:58